# Suore del Santo Nome di Gesù
Le Suore del Santo Nome di Gesù (in polacco Siostry Imienia Jezus) sono un istituto religioso femminile di diritto pontificio.

## Storia
La congregazione fu fondata il 10 dicembre 1887 a Varsavia da Onorato da Biała insieme con Maria Witkowska per l'apostolato tra le lavoratrici.
In origine le suore lavoravano nelle fabbriche curando la vita spirituale delle altre operaie; in seguito, iniziarono a dedicarsi anche all'istruzione e all'assistenza agli orfani.
L'istituto, aggregato all'Ordine dei Frati Minori Cappuccini dal 9 giugno 1920, ricevette il pontificio decreto di lode il 7 febbraio 1927 e le sue costituzioni ottennero l'approvazione definitiva della Santa Sede il 28 gennaio 1946.
Diffusesi rapidamente in varie città del regno di Polonia e dell'impero russo, le suore penetrarono in Inghilterra nel 1972, poi in Canada e, nel 1987, in Namibia.

## Attività e diffusione
Il fine principale dell'istituto è l'assistenza morale e materiale alle operaie; le suore si dedicano anche ad altre opere in campo educativo e sociale.
Oltre che in Polonia, sono presenti in Canada, Lituania, Namibia, Regno Unito, Slovacchia; la sede generalizia è a Varsavia.
Alla fine del 2008 la congregazione contava 201 religiose in 27 case.